# Titanethes albus
Titanethes albus là một loài chân đều trong họ Trichoniscidae. Loài này được Koch miêu tả khoa học năm 1841.